# Valea Chioarului
Valea Chioarului es una comuna ubicada en el distrito de Maramureș, Rumania.

## Superficie
Cuenta con una superficie de 79,08 kilómetros cuadrados.

## Demografía
Hasta 2021 la población era de 2002 habitantes, con una densidad de población de 25,32 habitantes por kilómetro cuadrado.
| Gráfica de evolución demográfica de Valea Chioarului entre 1992 y 2021               |
|                                                                                      |
| Datos según City Population y Population statistics of Eastern Europe & former USSR. |